# Lycée Comte-de-Foix
Le lycée Comte-de-Foix en Andorre est un établissement d'enseignement français, mais intégré au service public d'enseignement de la principauté.

## Histoire
En 1962 est créé un collège d'enseignement général (CEG), qui devient collège d'enseignement secondaire (CES) en 1972.
En 1978, Valéry Giscard d'Estaing, coprince, en visite à Andorre pour la célébration du septième centenaire du traité de paréage de 1278, promet la création d'un second cycle. À la rentrée 1979, deux classes de seconde sont accueillies au collège, tandis que débute la construction du bâtiment du lycée, qui ouvre en 1980.
Une classe post-baccalauréat est ouverte en 1994.
Le lycée porte le nom de « Comte-de-Foix » pour rappeler que le coprince français est le successeur des comtes de Foix, par l'intermédiaire des rois de France et de Navarre.
Il est installé 25, rue Prada Motxilla - AD500 Andorre-la-Vieille.

## Statut
L'établissement est régi par la convention franco-andorrane du 24 septembre 1993, renouvelée le 11 juillet 2013. Il dépend, du côté français, de l'académie de Montpellier. Les enseignants de l'enseignement secondaire français peuvent y être affectés sur leur demande.
À la différence des établissements secondaires situés sur le territoire français qui sont à la charge des collectivités territoriales, il est resté à la charge de l'État français. Il est classé en 4e catégorie.
L'établissement compte, à la rentrée de septembre 2021, environ 1620 élèves. De nombreuses nationalités sont représentées. Évidemment, les Andorrans représentent près de la moitié de l'effectif. Mais sont également représentés en nombre les Espagnols, souvent d'origine catalane, les Portugais, et les Français. L'environnement de communication y est donc multilingue.

## Enseignement
L'établissement comporte un collège, un lycée d'enseignement général et technologique, un lycée professionnel, une section d'enseignement général et professionnel adapté (SEGPA), une section de technicien supérieur Gestion de PME. Il prépare aux examens français (diplôme nationaux français mais également DELF, DALF). L'enseignement est donné en français, mais l'enseignement du catalan, ainsi que de l'histoire, des institutions et de la géographie de l'Andorre, est obligatoire à raison de 4 heures par semaine.
Il comprend également un Centre de formation continue.
Un service d'information et d'orientation (SIO) est disponible sur place. Il accueille le public scolarisé au lycée mais également tout public qui souhaite profiter des ressources documentaires comme la rencontre avec un psychologue de l'Éducation nationale pour préparer et donner sens à son avenir. Ainsi, des adultes en demande de formation ou de validation de leurs expériences (VAE).